# ۸۶۴ (قمری)
۸۶۴ (قمری)، هشتصد و شصت و چهارمین سال در گاهشماری هجری قمری است. اول محرم این سال برابر با ششم نوامبر سال ۱۴۵۹ میلادی است.

## وابسته
- شیخ جنید
- شیخ حیدر